# Dog River
Dog River är ett vattendrag i Kanada.   Det ligger i provinsen Manitoba, i den östra delen av landet, 1 900 km nordväst om huvudstaden Ottawa.
Omgivningarna runt Dog River är i huvudsak ett öppet busklandskap. Trakten runt Dog River är nära nog obefolkad, med mindre än två invånare per kvadratkilometer.